# Lois McMaster Bujold
Lois McMaster Bujold (n. 2 noiembrie 1949, Columbus, Ohio, SUA) este o scriitoare americană de science-fiction și fantasy. Bujold este unul dintre scriitorii cei mai apreciați în domeniul ei, câștigând premiul Hugo pentru "Cel mai bun roman" de patru ori. Nuvela sa "The Mountains of Mourning" a câștigat atât Premiul Hugo cât și Premiul Nebula. În genul fantastic, Blestemul Chalionului a câștigat premiul Mythopoeic în 2002, categoria literatură pentru adulți, și a fost nominalizat la premiul World Fantasy, iar continuarea sa, Paladinul sufletelor, a fost recompensată cu premiul Hugo și premiul Nebula. În anul 2011 i-a fost decernat premiul Skylark.

## Biografie
Bujold este fiica lui Robert Charles McMaster și atribuie stârnirea interesului pentru science fiction, precum și unele aspecte ale Sagăi Vorkosigan, influenței lui. El a fost editor la Nondestructive Testing Handbook, cunoscută mai mult sub numele McMaster on Materials.
Bujold scrie că experiența creșterii alături de un tată faimos este reflectată în experiențele personajelor sale Miles și Fiametta, care cresc în umbra unui "om celebru". Observând că tendința apare la ambele genuri, ea se întreabă de ce se folosește mereu titulatura "sindromul fiului omului celebru" și niciodată aceea de "sindromul fiicei omului celebru".
Fratele ei este, la fel ca tatăl lor, inginer, ajutând-o cu detalii tehnice la scrierea cărții Falling Free. În prezent, Bujold trăiește în Minnesota, are doi copii și este divorțată.

## Science fiction
Lois Bujold a scris trei cărți (Cioburi de onoare, The Warrior's Apprentice și Ethan of Athos) înainte ca The Warrior's Apprentice să fie acceptată, după patru refuzuri. Cartea a fost prima achiziționată de o editură, însă nu a fost nici prima carte din saga Vorkosigan scrisă de Bujold, nici prima carte publicată. Calitatea ei i-a determinat pe cei de la Baen Books să semneze un contract pentru trei cărți și, astfel, și-a început cariera de scriitoare SF.
Bujold este faimoasă pentru saga Vorkosigan, o serie de romane al cărei erou este Miles Vorkosigan (un spion de pe planeta Barrayar) și a cărei acțiune se petrece aproximativ peste 1.000 de ani. Primele titluri aparțin tradiției space opera, cu bătălii, conspirații și răsturnări de situație, în timp ce în volumele mai recente Miles devine mai curând un detectiv. În A Civil Campaign, Bujold explorează un alt gen: o poveste de dragoste din înalta societate, un omagiu adus romancierei Georgette Heyer (după cum se menționează și în dedicație). Elementul central al cărții îl reprezintă o serată cu neînțelegeri și dialoguri care justifică subtitlul "A Comedy of Biology and Manners".
Autoarea a declarat că structura seriei este modelată după cea a cărților lui Horatio Hornblower, documentând viața unei singure persoane. Prin temele abordate, ea reflectă și personajul misterios al lui Dorothy L. Sayers, Lord Peter Wimsey. Bujold a mai spus că o parte din provocarea de a scrie o serie o constituie faptul că mulți cititori vor citi cărțile într-o ordine aleatoare, așa încât trebuie furnizate suficiente detalii în fiecare dintre ele, fără o repetiție excesivă. Majoritatea editărilor recente ale cărților Vorkosigan nu includ la sfârșit o anexă cu cronologia internă a seriei.

## Fantasy
Bujold a dorit să pătrundă și în genul fantasy, prima sa tentativă fiind The Spirit Ring. Ofertele primite pentru carte au fost slabe, așa încât scriitoarea a revenit la Baen Books, unde Jim Baen a cumpărat-o la un preț corect și cu promisiunea unor noi cărți din seria Vorkosigan. Bujold a numit acea experiență, împreună cu vânzările mediocre și lipsa aprecierii criticilor, "foatze educativă".
Ea nu a mai încercat să pătrundă pe piața fantasy decât peste aproape un deceniu cu Blestemul Chalionului. Cartea s-a bucurat de un succes comercial și de critică apreciabil. Lumea fantastică a Chalionului a luat naștere în urma unui curs despre Spania medievală la care a participat în timpul liber la Universitatea din Minnesota.
Următoarea lume fantastică pe care a creat-o a fost cea din The Sharing Knife, pentru care s-a inspirat din peisajele cu care a crescut în centrul statului Ohio. Ea a afirmat că primii cititori care au lecturat manuscrisul au declarat că le-a descris exact și că au recunoscut statul Ohio din descrieri și dialect. Bujold a declarat că dialectul "fermierilor" este cel cu care a crescut.

## Opera

### Saga Vorkosigan

#### Cordelia Vorkosigan
- Shards of Honor (1986)

ro. Cioburi de onoare - editura Paladin 2013
- Barrayar (1991) - câștigător al premiilor Hugo și Locus, 1992; nominalizat la premiul Nebula, 1991

ro. Barrayar - editura paladin 2014

#### Miles Vorkosigan
- The Warrior's Apprentice (1986)
- Borders of Infinity (1989)
- Brothers in Arms (1989)
- The Vor Game (1990) - câștigător al premiului Hugo, nominalizat la premiul Locus, 1991
- Mirror Dance (1994) — câștigător al premiilor Hugo și Locus, 1995[20]

ro. Dans în oglindă - editura Nemira 1997
- Cetaganda (1995) - nominalizat la premiul Locus, 1997[21]
- Memory (1996) - nominalizat la premiile Hugo, Nebula și Locus, 1997[21]
- Komarr (1998)
- A Civil Campaign (1999) - nominalizat la premiile Hugo, Nebula și Locus, 2000[22]
- Diplomatic Immunity (2002) - nominalizat la premiul Nebula, 2003[23]
- Winterfair Gifts (2008)
- Cryoburn (2010) — nominalizat la premiul Hugo, 2011[24]

#### Altele
- Ethan of Athos (1986)
- Falling Free (1988) - căștigător al premiului Nebula, 1988[25]; nominalizat la premiul Hugo, 1989[26]
- Dreamweaver's Dilemma (1995) - culegere de povestiri

#### Ediții omnibus
- Test of Honor (1987) - conține Shards of Honor și The Warrior's Apprentice
- Vorkosigan's Game (1992) - conține The Vor Game și Borders of Infinity
- Cordelia's Honor (1996) - conține romanele Cioburi de onoare și Barrayar, precum și povestirea "Urmări"
- Young Miles (1997) - conține The Warrior's Apprentice, nuvela "The Mountains of Mourning" și The Vor Game
- Miles, Mystery and Mayhem (2001) - conține Cetaganda, Ethan of Athos și nuvela "Labyrinth"
- Miles Errant (2002) - conține Borders of Infinity, Brothers in Arms și Dans în oglindă
- Miles, Mutants and Microbes (2007) - conține Falling Free, nuvela "Labyrinth" și Diplomatic Immunity
- Miles in Love (2008) - conține Komarr, A Civil Campaign și Winterfair Gifts

Cărți audio
Casete și CD-uri cu Falling Free, Cioburi de onoare, Barrayar, The Warrior's Apprentice, The Vor Game, Cetaganda, Ethan of Athos, Borders of Infinity și Brothers in Arms au fost produse de The Reader's Chair. Această companie nu mai este în afaceri.
Cărți de benzi desenate
- La saga Vorkosigan volume 1 : L'apprentissage du guerrier (The Warrior's Apprentice), de Dominique Latil (scenariu) și José Maria Beroy (desen și culori) (2010) (în Franța).

### Romane fantasy

#### Universul Chalion
- The Curse of Chalion (2001) - nominalizat la premiile Hugo, Locus Fantasy și World Fantasy nominee, 2002[27]

ro. Blestemul Chalionului - editura Tritonic 2007
- Paladin of Souls (2003) - continuarea Blestemului Chalionului, câștigător al premiilor Hugo, Nebula și Locus Fantasy, 2004[28]

ro. Paladinul sufletelor - editura Tritonic 2008
- The Hallowed Hunt (2005) - nominalizat la premiul Locus Fantasy, 2006[29]

ro. Vânătoarea sfântă - editura Tritonic 2010

#### SeriaThe Sharing Knife
- Beguilement (2006)
- Legacy (2007)
- Passage (2008)
- Horizon (2009)

#### Alte romane fantasy
- The Spirit Ring (1993) - nominalizat la premiul Locus Fantasy, 1993[30]